# Кайрат (Жуалинський район)
Кайра́т (каз. Қайрат) — село у складі Жуалинського району Жамбильської області Казахстану. Адміністративний центр Аксайського сільського округу.
Населення — 2191 особа (2021; 2092 у 2009, 2039 у 1999, 1808 у 1989).